# جنگ روس–بیزانس (۹۰۷)
نبرد روس–بیزانس  که در سال ۹۰۷ میلادی در کتاب کرونیکل اولیه با نام بردن از الگ نووگورود ذکر شده، وقایعی را نشان می‌دهد که آن را موفق‌ترین عملیات نظامی کیوان روس در برابر امپراتوری بیزانس می‌دانند. تناقضاتی در منابع اولیه یونانی در رابطه به این واقعه وجود دارد.

## کرونیکل اولیه
وقایعی که در سال ۹۰۷ در کتاب کرونیکل اولیه ثبت شده، شامل جزئیات بسیاری است که توسط روس‌ها نسل به نسل منتقل گشت و سرآخر به کتابت درآمد؛ لذا امکان وجود افسانه‌سرایی یا مبالغه وجود داشته باشد.